# 祁连山棘豆
祁连山棘豆（学名：Oxytropis qilianshanica）为豆科棘豆属下的一个种。